# Lago Morar
El lago Morar o loch Morar (gaélico escocés, loch Mhòrair) es un loch de agua dulce en Morar, Lochaber, Highland, Escocia. Es el quinto lago por tamaño de Escocia, con una superficie de 26,7 km². También es el cuerpo hídrico de agua dulce más profundo de las islas británicas, con una profundidad máxima de 310 metros.
El lago Morar es de origen glaciar con laderas muy inclinadas y una longitud de 19 km. Contiene cinco islas de tamaño apreciable.
Aunque la única carretera a lo largo del lago se extiende por no más de cuatro millas a lo largo de la costa septentrional, ambos lados del lago fueron habitados en toda su longitud hasta principios del siglo XX. La emigración y la introducción del pastoreo de ovejas y las fincas de recreo en lugar del pastoreo de ganado tradicional, sin embargo, llevó al abandono de todos los asentamientos en la costa meridional y de aquellos en el noreste de Bracorina. Kinlochmorar, en la cabeza del lago, fue habitada por última vez alrededor del año 1920 y Swordland Lodge, en el punto medio de la orilla septentrional y a nivel con la parte más profunda del lago, no ha sido más que un lugar de veraneo desde 1969. 
En común con el lago Ness, en ocasiones se habla de grandes criaturas sin identificar en las aguas del lago. El monstruo ha sido llamado Morag por los locales.
El lago Morar fue en el pasado famoso por su prolífica pesca de salmón y trucha, pero lo mismo que otros sistemas de agua dulce en el noroeste de Escocia, esta pesca ha quedado erradicada en gran medida, y en muchos casos genotipos únicos se han extinguido hoy, debido a la contaminación biológica en forma de piojos parásitos de piscifactorías marinas de salmón.
El Departamento de Energía atómica del Ministerio de Fomento construyó una estación en el lago Morar en el año 1947.